# La Fageda
La Fageda (Catalaans voor: "het beukenbos") is een voedingsbedrijf dat in 1982 door het echtpaar Carme Jordà Plujà en Cristóbal Colón Palasí opgericht werd in de gemeente Santa Pau in Catalonië. De naam komt van het beukenbos Fageda d'en Jordà midden in het beschermde natuurgebied Zona Volcànica de la Garrotxa. Het werd opgericht om zinvolle arbeidsplaatsen te scheppen voor mensen met een geestelijke handicap.
Met de jaren is het bedrijf uitgegroeid tot een onderneming met een goede vierhonderd werknemers, waarvan meer dan de helft met een geestelijke handicap. De producten (yoghurt, ijs en jam) zijn overal in Catalonië te verkrijgen in de meeste gewone supermarkten en in de horeca. In het segment yoghurt heeft de onderneming ondertussen met ongeveer een derde van de markt een eervolle plaats naast de grote multinationale voedingsgiganten veroverd. In 2015 werd de samenwerkende vennootschap tot een stichting omgevormd. Het bedrijf streeft naar een maximale verticale integratie. Sedert juni 2020 hebben de eigen boerderij met 240 melkkoeien en alle partnerboerderijen van de Cooperativa Lletera de l'Empordà het certificaat Welfare voor dierenwelzijn verkregen.

## Geschiedenis
Het initiatief ging uit van Cristóbal Colón, een psycholoog die werkte in een centrum voor geestelijke gezondheidszorg voor langdurige behandeling in de stad Girona. Hij was geschokt door de behandeling van patiënten in psychiatrische ziekenhuizen toen hij besefte dat het in die tijd niet veel meer als «parkeerplaatsen voor mensen met psychische problemen» waren. Hij was ook ontevreden met de resultaten van de ergotherapie. Hij besefte dat wat werkelijk hielp bij de integratie echte, zinvolle en betaalde arbeid was. Met enkele collega's was hij de motor achter de oprichting van La Fageda: een onderneming voor mensen met psychische aandoeningen de kans te geven om te werken, een salaris te verdienen en gevoel voor eigenwaarde op te bouwen.
In de beginfase was het vooral een dienstenbedrijf voor herbebossing, tuinonderhoud en klusjes, maar langzaam is het tot een industrieel project uitgegroeid. In 2009 hebben ze een stilgelegde roomijsfabriek in Badalona opgekocht en het assortiment uitgebreid. In 2012 werd de afdeling herbebossing waar 25 personen werkten, opgedoekt en vervangen door een afdeling jam en conserven. Naast de eigenlijke industriële activiteit biedt het bedrijf ook een sociaal raamprogramma om de autonomie van de werknemers te bevorderen, beheert het ‘woningen met aandacht’ en organiseert aangepaste vrijetijdsactiviteiten.

## Bezoek

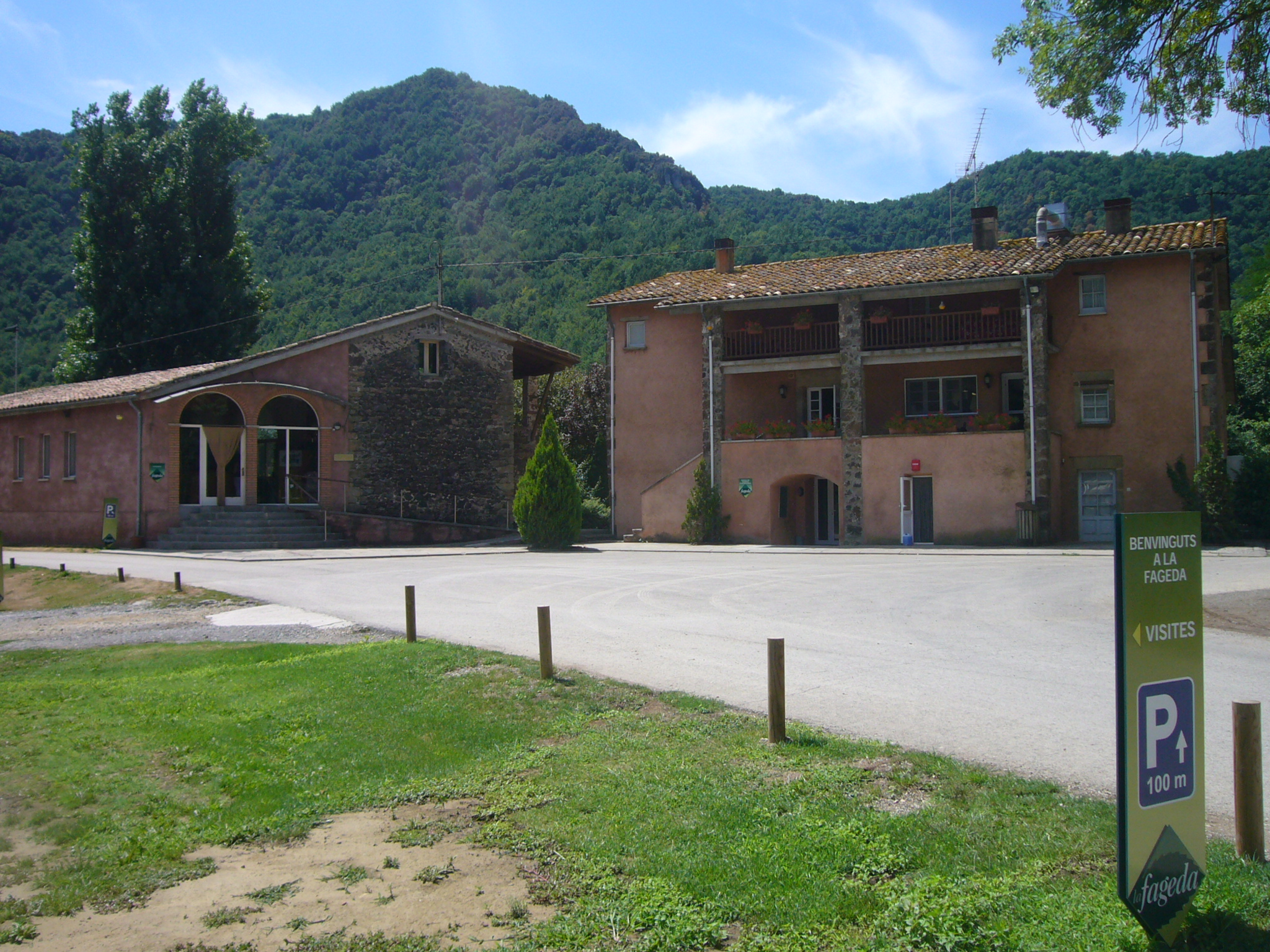
"Mas Els Casals" – Het bezoekerscentrum en de maatschappelijke zetel

De boerderij en de fabriek, midden in het beschermde natuurgebied van de Garrotxa, krijgen jaarlijks meer dan 50.000 bezoekers. Bezoekers per auto moeten vooraf een code op het internet boeken om binnen te kunnen rijden.

## Onderscheidingen en prijzen
- Ereteken Francesc Macià (1997)[2]
- Prijs voor kwaliteit van de Generalitat de Catalunya (2003)[2]
- Solidariteitsprijs ONCE (2003)
- Turn the World Outward Award door het The Arbinger Institute uit Salt Lake City (2019)[10]

- Virtual International Authority File: 304923358